# You Can't Do That on Stage Anymore, Vol. 3
You Can't Do That on Stage Anymore, Vol. 3 es un doble álbum en directo del músico y compositor norteamericano Frank Zappa, con temas grabados entre 1971 y 1984. Se lanzó al mercado el 13 de noviembre de 1989.

## Lista de canciones
Todas las canciones compuestas por Frank Zappa, excepto donde se indique lo contrario.

### Disco 1
1. "Sharleena" – 8:54
2. "Bamboozled by Love/Owner of a Lonely Heart" – 6:06
3. "Lucille Has Messed My Mind Up" – 2:52
4. "Advance Romance" – 6:58
5. "Bobby Brown Goes Down" – 2:44
6. "Keep It Greasey" – 3:30
7. "Honey, Don't You Want a Man Like Me?" – 4:16
8. "In France" – 3:01
9. "Drowning Witch" – 9:22
10. "Ride My Face to Chicago" – 4:22
11. "Carol, You Fool" – 4:06
12. "Chana in de Bushwop" – 4:52
13. "Joe's Garage" – 2:20
14. "Why Does It Hurt When I Pee?" – 3:07

### Disco 2
1. "Dickie's Such an Asshole" – 10:08
2. "Hands With a Hammer" (Bozzio) – 3:18
3. "Zoot Allures" – 6:09
4. "Society Pages" – 2:32
5. "I'm a Beautiful Guy" – 1:54
6. "Beauty Knows No Pain" – 2:55
7. "Charlie's Enormous Mouth" – 3:39
8. "Cocaine Decisions" – 3:14
9. "Nig Biz" – 4:58
10. "King Kong" – 24:32
11. "Cosmik Debris" – 5:14

## Personal
- Frank Zappa – arreglista, edición, teclados, letrista, voz, producción, guitarra, compilación de los temas
- Mark Volman – voz
- Howard Kaylan – voz
- Lowell George – guitarra
- Denny Walley – guitarra
- Steve Vai – guitarra
- Dweezil Zappa – guitarra
- Jim Sherwood – guitarra, voz, sección de viento
- Ray Collins – guitarra, voz
- Ike Willis – guitarra rítmica, voz
- Ray White – guitarra rítmica, voz
- Ian Underwood – guitarra, sección de viento, saxofón alto, teclados
- Patrick O'Hearn – bajo, instrumentos de viento
- Roy Estrada – bajo, voz
- Jim Pons – bajo, voz
- Scott Thunes – bajo, voz, sintetizador
- Tom Fowler – bajo, trombón
- Peter Wolf – teclados
- Allan Zavod – teclados
- Andre Lewis – teclados
- Don Preston – teclados
- George Duke – teclados, voz
- Tommy Mars – teclados, voz
- Bobby Martin – teclados, voz, saxofón
- Napoleon Murphy Brock – saxofón, voz
- Bruce Fowler – trombón
- Bunk Gardner – instrumentos de viento
- Ralph Humphrey – batería
- Art Tripp – batería
- Chester Thompson – batería
- Chad Wackerman – batería, voz
- Jimmy Carl Black – batería, percusión
- Aynsley Dunbar – batería
- Terry Bozzio – batería, solista, letrista
- Ruth Underwood – percusión, teclados
- Ed Mann – percusión
- Diva Zappa – letrista
- Mark Pinske – ingeniero
- Kerry McNabb – ingeniero
- Bob Stone – ingeniero, supervisión de ingenieros, remezclas